# Бабаева, Латифа Муслим кызы
Латифа Мусли́м кызы Баба́ева (род. 1931) — азербайджанская советская колхозница, депутат Верховного Совета СССР.

## Биография
Родился в 1936 году. Азербайджанка. Член КПСС с 1971 года. Образование среднее.
С 1957 года колхозница, а с 1971 года звеньевая колхоза им. Ленина Нахичеванского района Нахичеванской АССР.
Депутат Совета Национальностей Верховного Совета СССР 8-9 созыва (1970—1979) от Нахичеванской АССР. В Верховный Совет 9 созыва избрана от Неграмского избирательного округа № 621 Нахичеванской АССР.
Делегат XXV съезда КПСС